# Aeroportul Darlington County
Aeroportul Darlington County (IATA: UDG, ICAO: KUDG, FAA LID: UDG) este un aeroport din Carolina de Sud, Statele Unite ale Americii ce deservește zona Darlington⁠(d). A fost numit după zona deservită.
Situat la o altitudine de 59 m, aeroportul dispune de 1 pistă.

## Infrastructură

### Piste
Aeroportul dispune de o singură pistă. Pista 05/23 are suprafața de asfalt și dimensiunile 5.500 picioare × 100 picioare. 